# 園江村
園江村（そのえむら）は石川県能美郡にあった村。現在の小松市中心部の東北東、概ね国道360号の北側、梯川左岸にあたる。本項では発足時の名称である白木村（しらきむら）についても述べる。

## 地理
- 河川 ： 梯川

## 歴史
- 1889年（明治22年）4月1日 - 町村制の施行により、小寺村、園村、上小松村、佐々木村及び白江村の区域をもって、白木村が発足する。村名は白江と佐々木の合成。
- 1891年（明治24年）11月21日 - 大字佐々木の区域が沖杉村に編入する。同日、名称を変更して、園江村となる。
- 1907年（明治40年）8月5日 - 園江村、沖杉村及び千針村の区域の内、大字金屋の区域が合併して、白江村が発足する。